# Vol'naja ptica
Vol'naja ptica (Вольная птица) è un film muto del 1914 diretto da Evgenij Francevič Bauėr.